# شركة البنجاب لتطوير الأراضي
شركة البنجاب لتطوير الأراضي هي المسؤولة عن بناء وصيانة خطط الإسكان بأسعار معقولة في البنجاب، باكستان . هذه الشركة مملوكة بالكامل لحكومة البنجاب، باكستان . 

## تاريخ الشركة
اقترحت هيئة تنمية لاهور نموذج الشراكة بين القطاعين العام والخاص حيث يتم تقسيم قطعة أرض حكومية معينة إلى نصفين. نصف "الإسكان الميسر" والنصف الآخر "جمعية الإسكان التجاري". يقوم "الشريك الخاص" ببناء وحدات "الإسكان الميسر" على نفقته الخاصة ويحصل على الأرض المخصصة لجمعية الإسكان التجاري. ثم يقوم "الشريك الخاص" ببيع قطع الأراضي السكنية والتجارية بأسعار السوق داخل جمعية الإسكان التجاري ويحقق عوائد جيدة لوحدة "الشريك الخاص" الخاصة به. وهذا يوفر وحدات سكنية بأسعار معقولة أقل من القيمة السوقية للمواطنين المستحقين في البنجاب بباكستان دون الحاجة إلى تمويل مالي من الحكومة. 
تمت دعوة كبار مطوري الإسكان في باكستان إلى مكتب رئيس وزراء في البنجاب وتم إطلاعهم على أسلوب "الشراكة بين القطاعين العام والخاص" المبتكر.